# Jules-Fontaine Sambwa Pida Nbangui
Jules-Fontaine Sambwa Pida Nbagui, né à Mbandaka (RDC) le 12 novembre 1940, décédé le 4 mars 1998, est un homme politique et économiste congolais (RDC). Il a notamment été gouverneur de la Banque du Zaïre, et premier commissaire d’État du Zaïre.

## Biographie
Après avoir obtenu son diplôme de licence en sciences économiques et financières à l’université libre de Bruxelles en 1967, il a exercé les hautes fonctions suivantes au service de la République du Zaïre :
- Conseiller économique au Bureau du Président de la république (1967-1969) ;
- Directeur-adjoint du Bureau du Président de la république (groupe de conseillers du président Joseph Mobutu avec plusieurs autres jeunes universitaires congolais[1]) ;
- Conseiller à la Banque du Zaïre (1969-1970) ;
- Administrateur à la SOFIDE (1970) ;
- Gouverneur de la Banque du Zaïre (de septembre 1970 à août 1977) ;
- Directeur-adjoint du Bureau du Président de la République (de mars 1979 à août 1980) ;
- Gouverneur de la Banque du Zaïre (d’août 1980 à avril 1985) ;
- commissaire d'État à l’Économie et à l’Industrie (1985),
- commissaire d'État au Plan (d’avril 1985 à septembre 1987)[2] ;
- Vice-premier Commissaire d’État du gouvernement zaïrois chargé des secteurs économiques et monétaires (de septembre 1987 à avril 1988) ;
- premier commissaire d'État du gouvernement zaïrois (d’avril 1988 à novembre 1988) ;
- Président de la Cour de comptes (de novembre 1988 à janvier 1990).
- Ministre des Finances et du Portefeuille dans le gouvernement Tshisekedi de 1997[3] ;

Parallèlement à ces fonctions, il a été enseignant à l’université de Kinshasa où, rattaché à la Faculté des sciences économiques, il était titulaire du cours d’économie internationale en licence en sciences économiques.
En séjour en Europe depuis 1991, Jules-Fontaine Sambwa avait poursuivi jusqu’à son décès, le 4 mars 1998, ses recherches et études sur le développement en Afrique subsaharienne.
Par ailleurs, son souci de contribuer positivement à la réflexion des intellectuels de toutes origines sur l’émergence d’États de droit en Afrique subsaharienne, l’avait amené à accepter en 1994 le poste de Président du « Club Zaïre 2000 ».

## Distinctions
Il a reçu les distinctions honorifiques suivantes :
- Grand cordon de l’ordre national du Léopard Zaïre) ;
- Commandeur de l’ordre de la Couronne (Belgique) ;
- Commandeur de l’ordre national de la Légion d'honneur (France) ;
- Commandeur de l’ordre national de la République tunisienne (Tunisie).

## Fondation Sambwa
Une fondation portant son nom fut créée après son décès. Celle-ci octroie des bourses aux meilleurs étudiants (lauréats) des universités de Kinshasa. Parmi les lauréats ayant bénéficié de ces bourses, l'on compte Ghislain Batakela Ngalula (2003)[réf. nécessaire], Hugues Mokengoy (2006), Jules Ndambu (2008), Jean-Paul K. Tsasa Vangu (2009), Guillaume Kulonga Nana (2010)[réf. nécessaire], Dandy Matata Amsini (2012).